# Orion (rapper)
Orion, vlastním jménem Michal Opletal (* 21. června 1976, Náchod), nazývaný také Papa Vorel, Miki, Miky Vorel, Papa Ori, Miki červená hlava, Ori, Mitch Bjukenen, Mr Jackson, Rumburak je český rapper. V roce 1993 založil hip-hopovou skupinu Peneři strýčka Homeboye, v současnosti vystupující pod zkratkou PSH.
Jeho kariéra začíná v roce 1993, kdy zakládá kapelu Peneři strýčka Homeboye a v sestavě Orion + DJ Shitness vydávají dema
Peneřina Těžká Dřina (1993) a Párátka Adventní Expresní Lyrici (1994).
Již od začátku svého působení odmítá spojení s velkými společnostmi, které (jak sám říká) by znamenaly ztrátu identity. Kromě desek uvedených v diskografii ještě hostoval na několika deskách několika dalších skupin. V roce 2006 dostal zlatého Anděla za nejlepší hiphop & r'n'b album za desku Teritorium II.
20. června 2006 PSH vyšla deska Rap'n'Roll. V roce 2010 PSH vydali desku Epilog. 29. listopadu 2013 vydal Orion mixtape Děj se vůle zboží, který byl předzvěstí další sólové desky Noční vidění vydané v první polovině roku 2014. V říjnu 2021, po více než 15 letech od vydání Teritoria II, Orion vydal další sólovou desku s názvem Teritorium III.

## Diskografie

### s PSH

#### Peneřina těžká dřina (1993)
(demokazeta)

Seznam Skladeb:
1. Introň
2. Introň II
3. Metro
4. Sloni Už 'Dou
5. Venku
6. Salám
7. Boombon
8. Sněží
9. Bez Tripů
10. R.M.S
11. Ťik, Ťak, Hurá
12. Hipík's Rap
13. Feťácký Děti 2
14. Džony je TOP

#### Párátka Adventní Expresní Lyrici (1994)
(demokazeta)

Seznam skladeb:
1. Pohádka
2. Not Nigga
3. Těžkej Kov
4. Konef Líná
5. Bohatej
6. Pan Gaya
7. Vykydej ten hnůj
8. Jižák
9. Metro

#### Peneři Strýčka Homeboye & W.W.W. - Demos (1999)
(2 CD)

Komplet skladeb z prvních dvou CD a jednoho předchozího CD skupiny WWW

#### Repertoár (2001)
1. Intro
2. Praha (feat. LA4)
3. Společný Zájmy (feat. Dano)
4. Zpátky do Dnů (feat. David Čokoláda)
5. Ambice
6. Na Východě
7. Dimenzio K2 (feat. Ponso & Azur)
8. Tréning
9. Tak a Teď
10. Hlasuju Proti (feat. Indy & Wich)
11. Zatím Díky
12. Úplnej Klid (feat. David Čokoláda)
13. Autro

### Samostatná tvorba

#### Teritorium I (2003)
1. Chcete Mě
2. Další Novej Den
3. Teritorium
4. Chudáčci (feat. Čistychov & Tina)
5. Skit 1
6. Dokument Orionek [Remix]
7. Ženy, Víno, Zpěv (feat. Kontrafakt & David Čokoláda)
8. Stoupat Výš (feat. P13 & Vladimir 518)
9. Skit 2
10. Bys Chtěl Víc 3000 (feat. Vladimir 518)

#### Teritorium II (2005)
1. Intro
2. Kam vítr tam plášť (feat. Ego)
3. Past
4. Mamon
5. Nezapomeň (feat. LA4 & WWO)
6. Všechno pomíjivý je
7. Odkud jsme, kam jdem, kam směřujem (feat. Slipo, Dena & Gipsy)
8. Skit zápas
9. Zápas (feat. James Cole)
10. Klony (feat. Vladimir 518)
11. Pobřežní hlídka [Remix]
12. Bong song #2

#### Teritorium Remixy (2007)
1. Tréning [RMX]
2. Klubový Pravidla [RMX]
3. Teritorium
4. Kam Vítr, Tam Plášť [RMX]
5. Chci Slyšet Svý Jméno
6. Chudáčci
7. Noční Jezdec
8. Past
9. Bong Song [RMX]
10. Bys Chtěl Víc [RMX]
11. Ženy, Víno, Zpěv
12. Mamon [RMX]
13. Nezapomeš
14. Co Je Doma To Se Počítá
15. Odkud Jsme, Kam Jdem A Kam Směřujem
16. Zápas
17. Pobřežní Hlídka
18. Všechno Pomíjivý Je

#### PSH - Rap'n'Roll (2006)
1. Intro
2. Znova
3. 1985
4. Parket (feat. Čistychov)
5. Kamufláž
6. Jackpot
7. Wolfův Revír (feat. James Cole)
8. Klubový Pravidla
9. Nemám Rád (feat. Lela)
10. Tf Tf (Dj Mike Trafik)
11. Rok PSH
12. Moje Řeč
13. Parket [Remix] (feat. Čistychov, Indy & Supercrooo)
14. Neutečeš (feat. LA4)
15. Outro

#### Orion a James Cole - Orikoule (2008)
1. Orion a James Cole
2. Hvězdná Star (feat. Roman Holý & Matěj Ruppert)
3. Rap Biz (feat. Hugo Toxxx, Tede & DJ Mike Trafik)
4. Švíhák Lazeňský (feat. Oto Klempíř)
5. Reminiscence (feat. Vec & Misha)
6. Drby (feat. Vladimir 518)
7. Už Nechci Být Sám
8. Lůzr
9. Afterparty [DJ Wich Remix]
10. Slečny, Dívky (feat. Čistychov)
11. Rumba Koule (feat. David Čokoláda)
12. Nikdy Nevíš Co Se Může Stát
13. Funky Boyz
14. Lůzr [DJ Mike Trafik Remix]

#### PSH - Epilog (2010)
1. Drazí milovníci hudby
2. Udělejte bordel
3. Podpantoflák (feat. Roman Holý)
4. Chyť mě jestli na to máš (feat. Dara Rolins)
5. Můj rap, můj svět
6. Showbizu smrad (feat. Ota Klempíř & Michael V)
7. Prachy dělaj člověka (feat. Čistychov)
8. Všichni jsou už v německu (feat. Hugo Toxxx)
9. Wo ist meine Heimat?
10. Yes No Ok (feat. Matěj Ruppert)
11. Vim já? (feat. James Cole)
12. C’mon Girls (feat. Tereza Černochová)
13. Jako jed
14. Co bude až nebude rap (feat. Roman Holý)
15. Pravda o PSH

#### Děj se vůle zboží (2013)
1. V hajzlu feat. Hugo Toxxx (prod. Freezer)
2. Vesmírnej odpad (prod. Donie Darko)
3. Ó jáááj (prod. KG)
4. V Čechách je všechno fajn feat. Vladimir 518 (DJ Wich remix)
5. Chci slyšet svý jméno (Rack Rokas 2013 rmx)
6. Jedu jako bauch feat. Hugo Toxxx (prod. Abe)
7. Báječný klima feat. Nicole (prod. KMBL)
8. Zmiz feat. Ektor, James Cole (prod. DJ Wich)
9. Čo tu máme dnes 2 (prod. DJ Wich)
10. Volný pád feat. Dara Rolins (prod. DJ Mike Trafik)
11. Paranoia feat. Berezin (prod. Risto)
12. Dokument Orionek (prod. Orion, DJ Wich)
13. Gastro brekeke feat. Dinero, Hafner (prod. Beyuz)
14. Keď mam slovo feat. Ego (prod. Dash)
15. Krysy feat. James Cole (DJ Mike Trafik)
16. Čo tu máme dnes feat. La4, Drvivá Menšina (prod. Hajtkovič)
17. Vaša feat. Čistychov (prod. Jan Melicher)
18. Rockin at the lobby bar feat. Vladimir 518, Monkey Business (prod. Roman Holý)
19. Už vieš kto je feat. Miky Mora, Čistychov (prod. Čistychov)
20. Nemám zájem feat. Vladimir 518 (prod. DJ Mike Trafik)
21. Celou noc feat. Mike Spirit (prod. Grimaso)
22. Autoerotika feat. Hugo Toxxx, Papa Fini (prod. DJ Mike Trafik)
23. Traged feat. Mike Spirit (prod. KMBL)
24. Co je doma to se počítá feat. James Cole (prod. DJ Mike Trafik)
25. Kde domov můj feat. Hana Hegerová, James Cole (prod. Firebird Phoenix)
26. 8 promile (prod. DJ Wich)
27. Tak party feat. James Cole (prod. DJ Jorgos)
28. Dnes feat. Robo Papp, Mike Spirit (prod. Opak)
29. Party závod feat. Berezin (prod. DJ Mike Trafik)
30. Jak sa vieš hýbať feat. Mike Spirit (prod. Grimaso)
31. Dělám jen to co se musí (prod. Donie Darko)
32. Túžim feat. Dara Rolins (prod. DJ Mike Trafik)
33. Zelený dym feat. 4D, Hugo Toxxx, Dan Bárta, Ektor (prod. Gebod)
34. To se mám feat. James Cole, Zdenka Predná (prod. DJ Mike Trafik)

#### Noční vidění (2014)
1. Nuly (prod. Cuffia)
2. Č.C.D. + Vladimir 518 (prod. Dj Mike Trafik)
3. Kurvy, chlast a chlebíčky (prod. Ondryk)
4. Já bych chtěl mít swag + Hugo Toxxx (prod. Dj Enemy)
5. Hodně lidí hodně mluví (prod. Dj Wich)
6. Neni koho dissit + Refew (prod. Donie Darko)
7. Do snů (prod. Frank Flames)
8. Všechny to chtěj + Smack (prod. Shadow D)
9. Imrvere Liquere + Ektor (prod. Abe)
10. Zkus chodit v mejch botách (prod. Beatbustlers)
11. Vesmírnej Odpad (prod. Donie Darko)
12. Egotrip + James Cole (prod. Jointel)
13. Neuč Vorla lítat + Refew (prod. Rack Rokas)

#### Teritorium III (2021)
1. Dej mi soul
2. For my people (feat. Gruppo Salsiccia)
3. Prostřenej stůl (feat. Nik Tendo)
4. City cowboy (feat. Sofian Medjmedj, Pain & Strýc Nory)
5. Bond girl (feat. Čistychov)
6. Famous (feat. Ondřej Pivec)
7. Jednou bych chtěl mít
8. Život ve hvězdách (feat. Maniak)
9. Co se nelíbí (feat. Vladimir 518 & Zu Corp)
10. Headbanger (feat. Maniak)
11. Lagonda (feat. Kony)
12. Vidiek (feat. Strapo & Supa)
13. Brát - Crack is Wack (feat. DJ Wich)